# Digital Power Line
DPL (ang. Digital Power Line) – technologia zapewniająca stałe połączenie i transmisję danych poprzez sieć elektroenergetyczną z szybkością ok. 1 Mb/s.
Technika dostępowa DPL różni się od systemów PLT zakresem wykorzystywanego pasma i udostępnianych prędkości transmisyjnych, a także sposobem dołączania urządzeń do sieci energetycznej. Podobnie do systemów PLT, technika DPL działa w obszarze energetycznej sieci rozdzielczej niskiego napięcia, jednak wykorzystuje pasmo powyżej 1 MHz i wymaga częstotliwościowej separacji segmentu transmisji danych od systemu energetycznego.